# Geoff Capes
Geoffrey Lewis Capes, detto Geoff (Holbeach, 29 agosto 1949 – Stoke Rochford, 23 ottobre 2024), è stato un pesista, atleta di forza e personaggio televisivo britannico.

## Biografia
Vinse nel getto del peso due titoli europei indoor (1974, 1976) ed arrivò quinto alle Olimpiadi di Mosca 1980. Vinse anche 17 titoli nazionali e vinse due volte il titolo di World's Strongest Man nel 1983 e nel 1985.

## Palmarès
| Anno | Manifestazione  | Sede          | Evento         | Risultato | Prestazione | Note                                     |
| ---- | --------------- | ------------- | -------------- | --------- | ----------- | ---------------------------------------- |
| 1971 | Europei indoor  | Sofia         | Getto del peso | 10º       | 17,84 m     |                                          |
| 1972 | Europei indoor  | Grenoble      | Getto del peso | 8º        | 18,67 m     |                                          |
| 1972 | Giochi olimpici | Monaco        | Getto del peso | 20º       | 18,94 m     |                                          |
| 1973 | Europei indoor  | Rotterdam     | Getto del peso | 7º        | 19,26 m     |                                          |
| 1974 | Europei indoor  | Vienna        | Getto del peso | Oro       | 20,95 m     | Record dei campionati · Record nazionale |
| 1974 | Europei         | Roma          | Getto del peso | Bronzo    | 20,21 m     |                                          |
| 1974 | Commonwealth    | Christchurch  | Getto del peso | Oro       | 20,74 m     | Record dei Giochi                        |
| 1975 | Europei indoor  | Katowice      | Getto del peso | Argento   | 19,98 m     |                                          |
| 1976 | Europei indoor  | Monaco        | Getto del peso | Oro       | 20,64 m     |                                          |
| 1976 | Giochi olimpici | Montréal      | Getto del peso | 6º        | 20,36 m     |                                          |
| 1977 | Europei indoor  | San Sebastián | Getto del peso | Argento   | 20,46 m     |                                          |
| 1978 | Europei indoor  | Milano        | Getto del peso | Bronzo    | 20,11 m     |                                          |
| 1978 | Commonwealth    | Edmonton      | Getto del peso | Oro       | 19,77 m     |                                          |
| 1979 | Europei indoor  | Vienna        | Getto del peso | Argento   | 20,23 m     |                                          |
| 1980 | Giochi olimpici | Mosca         | Getto del peso | 5º        | 20,50 m     |                                          |

## World's Strongest Man
Risultati ottenuti in questa manifestazione:
- 1980 - 3º
- 1981 - 2º
- 1982 - 4º
- 1983 - 1º
- 1984 - 3º
- 1985 - 1º
- 1986 - 2º